# 63ª Divisione fanteria "Cirene"
La 63ª Divisione fanteria "Cirene" è stata unità di fanteria del Regio Esercito durante la seconda guerra mondiale. In particolare era una divisione autotrasportabile tipo Africa Settentrionale, ovvero come le autotrasportabili metropolitane prevedeva la motorizzazione dell'artiglieria e dei supporti divisionali, ma con l'aggiunta di un battaglione di carri leggeri e l'eliminazione di ogni componente di animali da soma o da traino, vista la difficoltà di approvvigionamento di acqua e foraggio in ambiente desertico.

## Storia

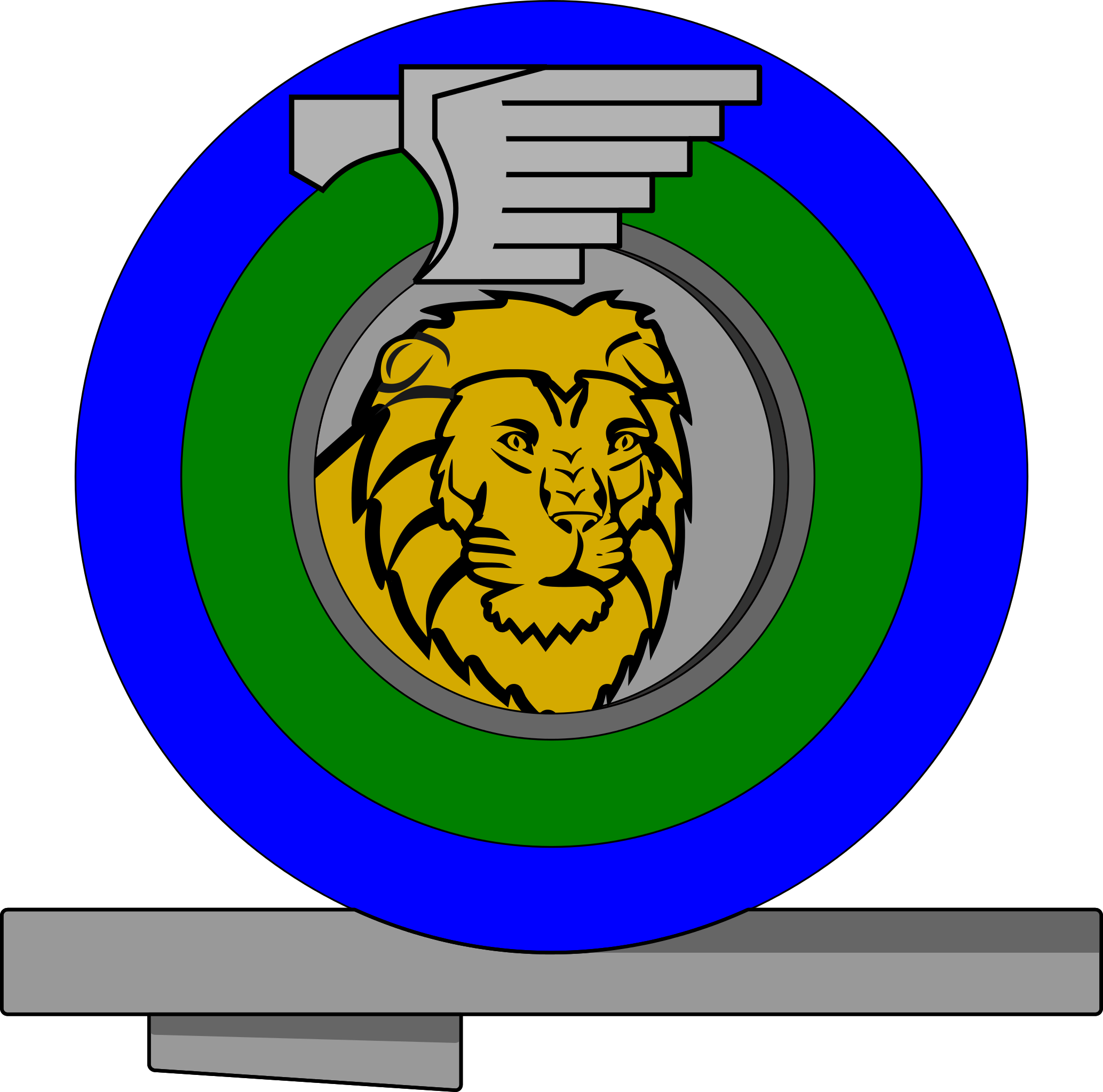
Lo stemma araldico del 158º Reggimento fanteria "Liguria", 1939

La divisione trae origine dalla Brigata "Liguria", costituita a Genova il 1º marzo 1915 dal 157º dal 158º Reggimento fanteria, partecipando alla prima guerra mondiale. Con il nuovo ordinamento del Regio Esercito in esecuzione della legge 11 marzo 1926, che prevedeva la costituzione delle brigate su tre reggimenti, il 30 settembre il Comando Brigata e il 157º Reggimento fanteria vennero sciolti e il 158º Reggimento fanteria assegnato alla XVIII Brigata di fanteria.
Il 1º ottobre 1937, in Cirenaica, venne costituita la Divisione fanteria "Cirene" (63ª), con il 157º e 158º Reggimento fanteria "Liguria" e il 45º Reggimento artiglieria.
Il 10 giugno 1940, al momento dell'entrata in guerra dell'Italia nel secondo conflitto mondiale, la divisione è alle dipendenze della 10ª Armata dislocata a sud di Tobruch, nella zona di El-Adem, a difesa della via di comunicazione dell'interno libico; trasferita in agosto nella zona di Bardia-Sollum, il 13 settembre, prendendo parte alla prima offensiva italiana in Egitto, entrando in territorio egiziano  spingendosi fino a Sidi el Barrani. In dicembre, all'inizio della controffensiva britannica, viene investita da massicce formazioni corazzate tanto che dall'11 al 14 dicembre è costretta a ripiegare verso Sollum subendo gravi perdite. La situazione, dapprima ovunque contenuta, con il rinnovarsi degli attacchi diventa sempre più precaria a causa dell'intenso bombardamento aereo e ad ulteriori attacchi. Con la ritirata verso Sollum, la divisione si sistema prima a difesa nella zona di Mrega, poi entro la cinta fortificata di Bardia, ma l'azione di logoramento iniziata dai britannici a metà dicembre non ha soste e prosegue sempre più intensa e la grande unità viene sottoposta a continua e sempre più violenta pressione. L'insostenibile preponderanza dell'attacco costringe i reparti a porre fine ad ogni resistenza e il 5 gennaio 1941 la divisione "Cirene" viene considerata sciolta per eventi bellici presso Bardia.

## Ordine di battaglia: 1940
- 157º Reggimento fanteria "Liguria"
- 158º Reggimento fanteria "Liguria"
- 45º Reggimento artiglieria
  - I Gruppo
  - II Gruppo
  - III Gruppo

## Comandanti 1937-1941
- Generale di divisione Carlo Spatocco (1 ottobre 1937 - 19 settembre 1940)
- Generale di brigata Alessandro De Guidi (20 settembre 1940 - 5 gennaio 1941)